# Affaire Aveline
Pour les articles homonymes, voir Aveline.
L'affaire Aveline, d'après le nom du policier Jean-Pierre Aveline qui en est le principal protagoniste, désigne une bavure policière s'étant déroulée en 1988 à Marseille, et ses suites.

## Faits
Au début du mois de février, alors qu'il attend sa mère dans le taxi de son père, qui veut lui offrir une voiture, Christian Dovéro, 26 ans, sort pour observer avec envie une Lancia. Lorsqu'il remonte dans le taxi, des policiers travaillant sur un trafic de voitures volées se précipitent sur lui l'arme au poing. Un coup de feu est tiré du .357 Magnum de l'un des policiers, Jean-Pierre Aveline.
Christian Dovéro, inconnu des services de police, meurt d'une balle dans la tête.

## Suites
Le policier auteur du coup de feu, Jean-Pierre Aveline, qui a le même âge que la victime, n'est ni inculpé, ni présenté au parquet.
Les chauffeurs de taxi, alertés par le père de la victime (qui avait cru à une agression lorsqu'il avait vu les policiers en civil avec leurs armes braquées sur lui et son fils), sont furieux et envisagent une action de protestation.
De leur côté, les magistrats du syndicat de la magistrature « s'attendaient à l'ouverture d'une information pour homicide involontaire. La demande du cabinet du garde des Sceaux a été différente. En ouvrant l'information judiciaire pour recherche des causes de la mort, il n'y a pas d'inculpation. Le policier ne peut pas se défendre et cela exclut pour la famille la possibilité de se constituer partie civile pour entrer dans la procédure avec une défense ». Le magistrat du parquet chargé du dossier menace de démissionner.
Le 5 février 1988, les parents de la victime déposent plainte avec constitution de partie civile pour « homicide volontaire ». Le soir même, Jean-Pierre Aveline est finalement incarcéré à la prison des Beaumettes sous l'inculpation de coups et blessures volontaires ayant entrainé la mort sans intention de la donner.
Libération rend compte des différentes versions de l'affaire et des divergences de réactions entre les magistrats, qui choisissent une application stricte de la loi, et les politiques, qui choisissent de ne pas donner une mauvaise image de la police.
Le 10 février 1988, le syndicat CGT-Police des Bouches-du-Rhône demande la dissolution des brigades de surveillance de secteurs (BSS) auxquelles appartenait Jean-Pierre Aveline. Le SNAPC (syndicat national autonome des policiers en civil, principale organisation des inspecteurs) insiste sur le fait que les policiers de la BSS ne sont pas assez formés et qu'ils agissent en toute illégalité. « Avez-vous jamais vu une infirmière remplacer un chirurgien faute d'effectifs ? On a créé le BSS uniquement pour grossir les statistiques d'interpellation », lance M. Maldonado, responsable marseillais du SNAPC.
Lors du procès de Jean-Pierre Aveline aux assises d'Aix-en-Provence en juin, les policiers de la BSS feront front pour soutenir leur collègue. Jean-Pierre Aveline est finalement condamné à deux ans de prison avec sursis pour le meurtre de Christian Dovéro.